# Hondenmolen van de Valkenhoeve
De Hondenmolen van de Valkenhoeve is een voormalige hondenmolen in de tot de Oost-Vlaamse gemeente Buggenhout behorende plaats Opdorp, gelegen aan Houtenmolenstraat 82.
Deze molen van het type tredmolen fungeerde als karnmolen.

## Geschiedenis
Het houten rad, met een diameter van 235 cm, deed dienst in de Antwerpse Kempen en werd in 1958-1959 onder een afdakje aangebracht op de binnenplaats van de Valkhoeve. Daar dient het als decoratie, maar het wordt in goede staat gehouden.